# Cratere Coleridge
Coleridge è un cratere d'impatto presente sulla superficie di Mercurio, a 55,42° di latitudine sud e 66,23° di longitudine ovest. Il suo diametro è pari a 112 km.
Il cratere è stato dedicato dall'Unione Astronomica Internazionale al poeta britannico Samuel Taylor Coleridge.